# Anca Vasiliu
Anca Vasiliu (n. 8 octombrie 1957, București, România) este un filozof român, stabilit în Franța, specialistă în filozofie antică și medievală.

## Studii
A studiat Istoria și teoria artei la Institutul de arte plastice Nicolae Grigorescu (1976-1980), DEA la Universitatea din Poitiers, CESCM (1990-1991) și doctorat în filosofie la Universitatea Paris X Nanterre (1991-1996) cu teza cu titlul „L'image et le diaphane: contribution à une phénoménologie de la lumière”, conducător de doctorat Jean-Luc Marion. 
Abilitată pentru a conduce doctorate în filosofie din anul 2005 la Universitatea Paris-Sorbonne, Paris IV. 

## Activitate profesională
A fost muzeograf la Muzeul satului, București (1980-1987), apoi cercetător la Institutul de istoria artei din București (1987-1996).
După studiile din capitala Franței, unde s-a stabilit din 1990 este cercetător la CNRS, Paris (1998-2007), apoi conducător de proiecte la Centre Léon Robin de recherches sur la pensée antique, afiliat Facultății de Filosofie a Universității Sorbonne (Paris IV), profesor universitar atașat  pentru filosofie (1998-2004),  la Universitatea Paris I Pantheon-Sorbonne din 2006. 
A inițiat și conduce revista internațională de filosofie antică și medievală  Chôra editată de editura Polirom din Iași.

## Atestări și distincții
Membru expert ERC, Bruxelles, Comisia SH5, 2010-2017.
Membru expert Centre National du Livre, Paris, Comisia Arts et Bibliophilie, 2011-2014.
Membru al Comitetului Național CNRS, Comisia secțiunii 35 / 2016-2021.
În anul 2013 a primit medalia de argint a Academiei Franceze pentru volumul Images de soi dans l'Antiquité tardive.
În anul 2022 este distinsă cu Marele Premiu de Filosofie pe anul 2022, al Academiei Franceze, pentru întreaga sa operă.

## Volume publicate
- "La traversée de l'image" (Desclée de Brouwer, Paris, 1994);
- "Architectures de l'image. Monasteres de Moldavie, XIVe-XVIe siecles" (coeditor, Paris-Méditerranée și Jaca Book, Paris, Milano, 1998), volum tradus în italiană și germană. Campania fotografică a fost realizată cu concursul editurii Humanitas, care a publicat o ediție in limba franceză;
- "Du diaphane. Image, milieu, lumiere dans la pensée antique et médiévale" (Vrin, Paris, 1997), volum tradus și publicat de Polirom în 2010, cu titlul Despre diafan. Imagine, mediu, lumină în filosofia antică și medievală;
- "Dire et voir. La parole visible du Sophiste" (Vrin, Paris, 2008), volum distins cu premiul de filosofie al Societății de Studii Grecești (fondată la Paris în 1867);
- "Eikôn. L'image dans le discours des trois Cappadociens" (Presses Universitaires de France, Paris, 2010), volum tradus și publicat de Doxologia în 2017;
- "Image de soi dans l'Antiquité tardive" (Vrin, Paris, 2012), volum distins cu premiul Montyon și medalia de argint a Academiei Franceze;
- "Divines techniques. Arts et langage homérique a la fin de l'Antiquité" (Classiques Garnier, Paris, 2016);
- "Penser Dieu. Noétique et métaphysique dans l'Antiquité tardive" (Librairie philosophique J. Vrin, Paris, 2018);
- "Montrer l'âme. Lecture du Phedre de Platon" (Sorbonne Université Presses, 2021);
- "Entre la gloire et la peau" (Corlevour, Paris, 2020) (volum de poeme).
- Împreună cu Alexander Baumgarten, a coordonat traducerea în limba română și adăugirile Vocabularului european al filosofiilor, un volum impresionant, atât prin idee și realizare, cât și prin dimensiuni (peste 1.500 de pagini), coordonat de Barbara Cassin. Traducerea românească, publicată de editura Polirom în 2020, a fost laureată  a Premiilor Uniunii Scriitorilor din România, ediția 2021, secțiunea „traduceri din literatura universală“.